# Ritmo, Ritual e Responsa
Ritmo, Ritual e Responsa é o oitavo álbum de estúdio da banda brasileira Charlie Brown Jr., lançado em 2007 pela EMI, sendo o último lançamento do grupo pela gravadora. Produzido por Chorão e Thiago Castanho, o álbum é um dos mais requisitados por fãs do Brasil. Foi o último álbum com o baterista Pinguim.
As 23 faixas do álbum compõem a primeira parte da trilha sonora do filme O Magnata, primeiro longa-metragem roteirizado por Chorão. O álbum traz participações especiais de Paranormal Attack, Forfun, João Gordo, Markon Lobotmia, MV Bill, e Sacramento MC's.
O primeiro single do álbum, "Não Viva em Vão", foi um grande sucesso. Porém, a segunda música de trabalho do álbum, "Pontes Indestrutíveis", teve um desempenho melhor do que o primeiro, sendo a música que teve melhor desempenho do álbum, atingindo a 4ª posição na parada oficial do Brasil. Outro grande sucesso foi o quarto single do álbum, "Uma Criança com Seu Olhar".
Em 2008, a canção "Be Myself" foi incluída na trilha sonora da novela Duas Caras, da Rede Globo. Já em 2013, a canção "Pontes Indestrutíveis" foi incluída na trilha sonora da novela Amor à Vida, da mesma emissora.
Também foi lançado um DVD ao vivo em 2008, intitulado Ritmo, Ritual e Responsa ao Vivo, gravado no dia 29 de junho de 2007 no Expresso Brasil, em São Paulo, durante a turnê deste álbum.

## Recepção
| Críticas profissionais | Críticas profissionais |
| Avaliações da crítica  | Avaliações da crítica  |
| Fonte                  | Avaliação              |
| ---------------------- | ---------------------- |
| Galeria Musical        | 3 de 5 estrelas.       |
| G1                     | 4/10.                  |
| Nota Musical           | 3 de 5 estrelas.       |

Anderson Nascimento, da Galeria Musical, deu ao álbum uma avaliação positiva de 3 de 5 estrelas. Por outro lado, Débora Miranda, escrevendo para o G1, avaliou-o com uma nota 4 de 10, chamando-o de um álbum mais pesado e eclético em termos de sonoridade, mas criticando-o como sendo "liricamente repetitivo". Mauro Ferreira, do blog Notas Musicais, deu ao álbum uma crítica mista, classificando-o com 3 estrelas em 5 e chamando-o de "lançamento motivacional e bem-intencionado com tons de autoajuda", terminando por comparar Chorão a um padre pregando o bem para seus fãs.

## Faixas
Todas as letras escritas por Chorão, exceto onde indicado. 
| N.º            | Título                                                    | Letras                   | Duração |  |
| 1.             | "Pontes Indestrutíveis"                                   |                          | 3:32    |  |
| 2.             | "O Que Ela Gosta é de Barriga"                            |                          | 1:51    |  |
| 3.             | "Não Viva em Vão"                                         |                          | 3:54    |  |
| 4.             | "Ritmo, Ritual e Responsa"                                |                          | 3:45    |  |
| 5.             | "Be Myself"                                               |                          | 4:33    |  |
| 6.             | "Uma Criança com Seu Olhar"                               |                          | 4:13    |  |
| 7.             | "Liberdade é Tudo" (instrumental)                         |                          | 1:43    |  |
| 8.             | "O Universo a Nosso Favor" (ft. Forfun)                   | Chorão, Forfun           | 4:22    |  |
| 9.             | "Ninguém Entende Você"                                    |                          | 3:09    |  |
| 10.            | "Quando Tudo Aconteceu" (instrumental)                    |                          | 2:15    |  |
| 11.            | "Beco Sem Saída"                                          |                          | 3:57    |  |
| 12.            | "Sem Medo da Escuridão" (ft. MV Bill)                     | Chorão, MV Bill          | 5:44    |  |
| 13.            | "Nua, Linda e Inigualável"                                |                          | 3:10    |  |
| 14.            | "Vida de Magnata" (ft. João Gordo)                        |                          | 2:44    |  |
| 15.            | "Que Espécie de Vermes São Vocês?" (ft. Markon Lobotomia) | Chorão, Markon Lobotomia | 2:03    |  |
| 16.            | "Buscando um Novo Rumo" (instrumental)                    |                          | 2:41    |  |
| 17.            | "Vivendo a Vida Numa Louca Viagem" (ft. Sacramento MC's)  |                          | 5:20    |  |
| 18.            | "Curva de Hill"                                           |                          | 1:36    |  |
| 19.            | "Direto e Reto Sempre"                                    |                          | 2:46    |  |
| 20.            | "Skateboard Amor Eterno" (ft. Sacramento MC's)            | Chorão, Sacramento MC's  | 3:54    |  |
| 21.            | "Café Foundation" (instrumental)                          |                          | 1:23    |  |
| 22.            | "Paranormal"                                              |                          | 8:12    |  |
| 23.            | "Senhor do Tempo" (ao vivo; faixa bônus)                  |                          | 3:47    |  |
| Duração total: | Duração total:                                            | Duração total:           | 1:18:38 |  |

## Formação
- Chorão: vocal
- Thiago Castanho: guitarra
- Pinguim: bateria
- Heitor Gomes: baixo

## Vendas e certificações
| Região                                                        | Certificação | Vendas  |
| ------------------------------------------------------------- | ------------ | ------- |
| Brasil (Pro-Música Brasil)                                    | Ouro         | 50 000‡ |
| ‡vendas+valores de streaming baseados somente na certificação |              |         |